# Spongia lesleighae
Spongia lesleighae är en svampdjursart som beskrevs av Helmy, El Serehy, Mohamed och van Soest 2004. Spongia lesleighae ingår i släktet Spongia och familjen Spongiidae. Inga underarter finns listade i Catalogue of Life.